# 증명책임
증명책임이란 소송상 어느 요증사실의 존부가 확정되지 않을 때에 당해 사실이 존재하지 않는 것으로 취급되어 법률판단을 받게 되는 당사자 일방의 위험 또는 불이익이다.

## 법률상 추정
추정규정이 있는 경우에도 증명책임이 있는 사람은 추정되는 사실 또는 권리를 증명할 수 있으나, 보통은 그보다도 증명이 쉬운 전제사실을 증명함으로써 이에 갈음할 수 있으므로 추정규정은 증명책임을 완화시키는 기능을 한다.

## 객관적 증명책임
소송상 어떤 요건사실의 존부가 불명하게 끝난 결과 그 사실을 존재하는 것이라고 소송상 취급하는 것이 불가능하기 때문에 당해 요건사실의 존재를 전제로 하는 법률효과의 발생이 인정되지 않는다고 하는 불이익 내지 위험을 객관적 입증책임이라 하는데, 통상 입증책임이라 함은 이를 가리킨다.

## 주관적 증명책임
재판에 있어서 사실존부 불명의 불이익을 받게 되는 당사자가 그 불이익을 피하기 위해서는 소송과정에서 증거를 제출한 행위책임을 주관적 입증책임이라 한다.

## 판례
- 등기명의인이 제3자를 소유자의 대리인이라고 주장하더라도 당해 등기는 적법하게 이루어진 것으로 추정되므로 그 등기는 원인무효임을 이유로 말소를 청구하는 소유자로서 그 반대사실 즉 그 제3자에게 소유자를 대리할 권한이 없었던가, 또는 그 제3자가 등기에 필요한 서류를 위조하였다는 등의 무효사실에 대해 증명책임을 진다.[5]

## 같이 보기
- 입증책임
- 일응의 추정
- 간접반증